# ویلاوربانا
ویلاوربانا (به ایتالیایی: Villaurbana) یک کومونه در ایتالیا است که در استان اریستانو واقع شده‌است. ویلاوربانا ۵۸٫۴ کیلومتر مربع مساحت و ۱٬۷۸۳ نفر جمعیت دارد و ۸۰ متر بالاتر از سطح دریا واقع شده‌است.